# 中澤裕子
中澤裕子（1973年6月19日—）京都府福知山市出身的歌手、藝人、主持人，也是早安少女組。初代隊長，也是歷來所有成員中年紀最大的，亦曾為Hello! Project總隊長。

## 經歷
中澤兒時喪父，與母親一同生活，之後在福知山市立桃映中學校、京都府立福知山高等學校畢業，並移居大阪，成為海水淡化產品製作公司SASAKURA員工，曾擔任公司總務科執勤。
1997年在東京電視台節目『ASAYAN』中舉辦的『シャ乱Q女性搖滾歌手甄選會』（優勝者為平家充代）成為最終候補者，也是當時最年長的，但很可惜地落選。與同樣成為最終候補的石黑彩、飯田圭織、安倍夏美、福田明日香一起、為了「5天內賣出5萬張CD就能正式出道」的試驗條件，而組成早安少女組。試驗單曲『愛的種子』（愛の種）在販賣的第4天售罄。
當時中澤以外的成員均不過20歲，由於中澤先前有社會人士的經驗，因此被淳君任命為隊長。在籍時被人當作大姐看待之外，也受到成員又愛又怕。即使中澤在畢業前不過30歲，還是被4期成員辻希美和加護亞依揶揄為「老太太」、「三十路」。
此外中澤也愛喝酒，當初只有中澤已成年而被允許喝酒，也因此有著帶壞晚輩的疑慮，中澤在籍時為了這些道德觀念而盡量抑制喝酒行為，也對她來說是相當困難的事。
1998年，中澤發行首張個人專輯《烏鴉的老婆》，並在流行曲和演歌方面發展，不久將藝名改為。
2001年從早安少女組。畢業，為畢業時齡最年長的成員（27.82歲，2024年被10期的石田亞佑美以27.91歲打破），畢業後用回本名進行演藝事業。2011年，與其他前團員組成夢幻早安少女組。。
2012年，和一間資訊科技公司董事會社長結婚，兩年後因為丈夫的事業下移居至福岡縣，並在九州地區從事演藝事業，兩人育有一子一女。

## 單曲
|    | 細碟名稱               | 發行日期      |
| -- | ---------------------- | ------------- |
| 1  | 《烏鴉的老婆》         | 1998年8月1日  |
| 2  | 《台場月光小夜曲》     | 1998年12月2日 |
| 3  | 《純情行進曲》         | 1999年6月9日  |
| 4  | 《上海之風》           | 2000年7月12日 |
| 5  | 《滴滴悔恨的淚》       | 2001年2月15日 |
| 6  | 《二個人住》           | 2001年8月1日  |
| 7  | 《東京美人》           | 2002年8月28日 |
| 8  | 《Get Along With You》 | 2003年5月21日 |
| 9  | 《》                   | 2004年2月11日 |
| 10 | 《Do My Best》         | 2004年5月26日 |

## 專輯
|   | 專輯名稱           | 發行日期       |
| - | ------------------ | -------------- |
| 1 | 《中澤裕子第一章》 | 1998年12月12日 |
| 2 | 《第二章~逞強》    | 2004年7月22日  |